# نغمة حب (ألبوم)
نغمة حب هو أحد ألبومات المطربة نجوى كرم وصدر في عام 1994 وقد احتوى الألبوم على سبع أغاني.

## الأغاني
1. العرس
2. أنا ما فيي
3. حلم النار
4. لا لا
5. لو ما كنا
6. نغمة حب
7. ورود الدار